# 德国电视一台
德国电视一台（直译为：第一）是德意志联邦共和国的公共电视频道，是德国公共广播联盟（ARD）各成员电视台的共同体。电视台的总部设于德国慕尼黑。电视台的经费主要来自广播费，小部分来自广告收入和其他收入。
德国电视一台于1952年12月25日开播，最初仅为西北德广播公司（NWDR）下属的地方电视台“NWDR电视台”，1954年11月1日起由德国各地ARD成员台共同制作并播出，电视台更名为“德国电视台”。1963年德国电视二台开播后，德国电视台未更名，仅在非官方场合使用“第一台”（Das Erste）的称呼，直至1984年正式改以“德国电视一台”称呼。
1996年4月1日，电视台正式启用“第一台”（Das Erste）的品牌。

## 历史

### 开播

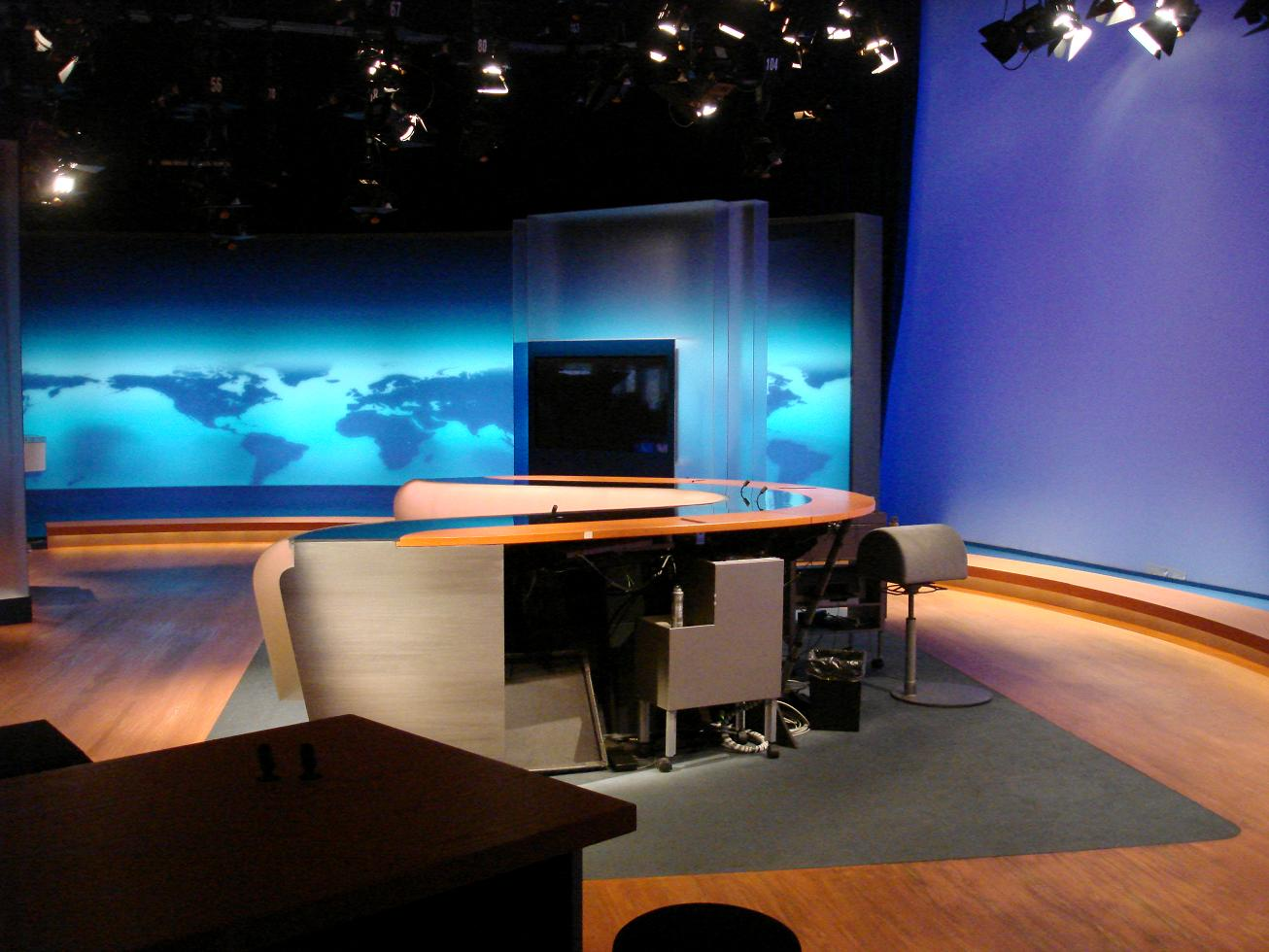
著名新闻节目《今日新聞》直播室

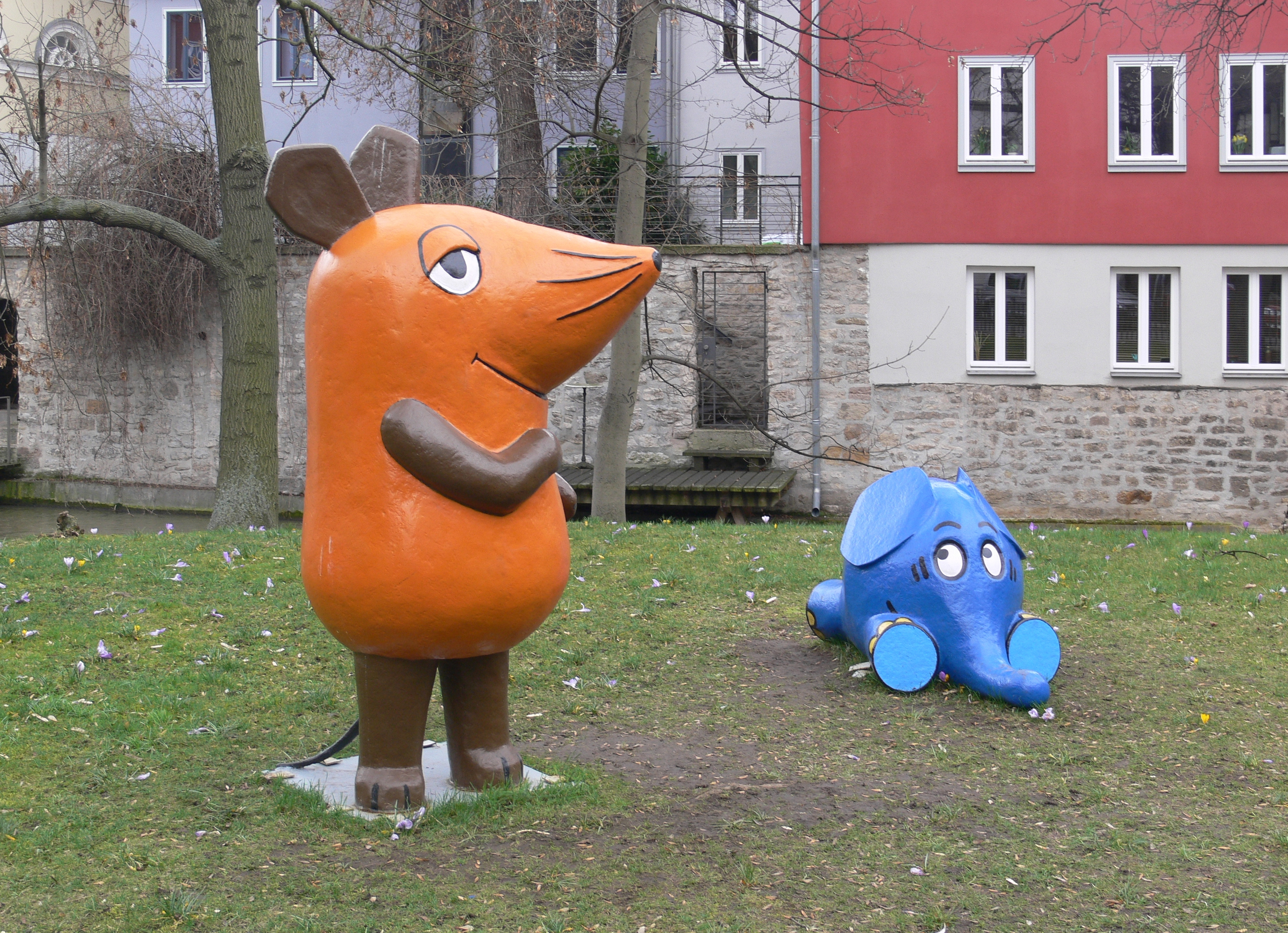
著名儿童节目《Maus》

纳粹德国的电视试验在1944年因战争停止。二战结束近五年后，设于汉堡的西北德广播公司（NWDR）于1949年11月进行首次电视测试。1950年7月12日，包括NWDR在内的西德各州六家电视台成立德国公共广播联盟（ARD），各机构的合作为电视节目的制作和播出提供了资金保障。
1950年11月27日，NWDR开始定期试播电视节目，初期每周播出三次，当时电视节目从汉堡海利根盖斯特费尔德的一座防空塔播出，节目内容包括新闻、舞蹈课程、戏剧等，其中也包括《今日新闻》的前身《电视影片报道》（Fernseh-Filmbericht）。
1952年12月25日晚上8点，电视台正式开播，NWDR分别面向德国北部（汉堡、汉诺威）、西部（科隆、朗根贝格）和柏林传送电视节目。1953年10月23日，NWDR电视迁至汉堡-洛克施泰特的制作中心播出。

### 发展
随着更多转播台投入运作，电视信号逐步覆盖德国其他地区。1953年，设于陶努斯山大费尔德山的10千瓦电视发射塔建成，电视信号覆盖周边四百万居民；同年，西南广播公司设于温比特山的发射塔启用，电视信号覆盖德国西南部。当时，各地的节目播出安排并不完全相同。
1954年11月1日，西德各地播出的电视节目统一成为一个版本，电视频道更名为“德国电视台”（Deutsches Fernsehen），节目由ARD的各加盟台协力制作，各加盟台负责一周中某几天的节目制作，此后改以小时为单位进行分配。此外在同年的五旬节，电视台首次转播欧洲电视网的节目。
电视台也加强对东德的电视覆盖。1956年建成的奥克森科普夫发射塔和1955年建成的哈茨西发射塔将电视台的信号转播至东德。ARD此后在1961年9月1日增设早间播出时段，专门面向东德观众播送。
1961年6月1日，德国电视台开播第二频道（ARD 2），以充分利用德国联邦邮政增设的UHF频段电视传输网，并提供差异化的电视节目。该频道在1963年被德国电视二台替代。
1967年8月25日，电视台开始以彩色播出。
1984年10月1日，电视台正式更名为“德国电视一台”（Erstes Deutsches Fernsehen），并启用新的标志，也即现今仍在使用的“1”图标。此后在1996年4月1日，电视台正式启用“第一台”（Das Erste）的品牌。
两德统一后，1990年12月15日开始，德国电视一台的节目在原先的民主德国电视台第一频道（DFF 1）播出。此后在1992年成立的中德广播公司（MDR）和东德勃兰登堡广播公司（ORB）成为ARD的加盟台，与原有的其他ARD加盟台共同为德国电视一台提供节目。
1995年9月1日，德国电视一台开始实行24小时播出。
2010年2月12日，电视台开播高清频道“Das Erste HD”。

## 组织
德国电视一台的节目由德国公共广播联盟（ARD）下属的9个加盟台共同制作。各加盟台的代表选出ARD节目总监，由其负责筹备ARD节目制作，并协调各加盟台交付节目。ARD也设节目顾问委员会，为节目总监提供咨询。
节目制作时长按照各加盟台的规模分配，并在ARD与各加盟台历年签订的电视合约中订明。历年分配比例如下表所示（斜体表示已撤销的机构）：
| 加盟台                          | 1953 | 1964 | 1979 | 1992   | 2017   | 标志     |
| ------------------------------- | ---- | ---- | ---- | ------ | ------ | -------- |
| 西北德广播公司（NWDR）          | 50%  | –    | –    | –      | –      |          |
| 西德广播公司（WDR）             | –    | 25%  | 25%  | 22%    | 21%    |          |
| 北德广播公司（NDR）             | –    | 20%  | 19%  | 16.25% | 17.50% |          |
| 巴伐利亚广播公司（BR）          | 20%  | 17%  | 17%  | 14.50% | 16.25% |          |
| 西南广播公司（SWR）             | –    | –    | –    | –      | 18.10% |          |
| 西南广播公司 (1946-1998)（SWF） | 10%  | 8%   | 9%   | 9.25%  | –      | SWF-Logo |
| 南德广播公司（SDR）             | 10%  | 8%   | 8%   | 7.50%  | –      |          |
| 中德广播公司（MDR）             | –    | –    | –    | 11.50% | 10.60% |          |
| 黑森广播公司（hr）              | 10%  | 8%   | 8%   | 7.00%  | 7.45%  |          |
| 柏林-勃兰登堡广播公司（rbb）    | –    | –    | –    | –      | 7.10%  |          |
| 柏林自由频道（SFB）             | –    | 8%   | 8%   | 4.25%  | –      |          |
| 东德勃兰登堡广播公司（ORB）     | –    | –    | –    | 2.75%  | –      |          |
| 萨尔广播公司（SR）              | –    | 3%   | 3%   | 2.50%  | 1.25%  |          |
| 不来梅广播公司                  | –    | 3%   | 3%   | 2.50%  | 0.75%  |          |

## 播出

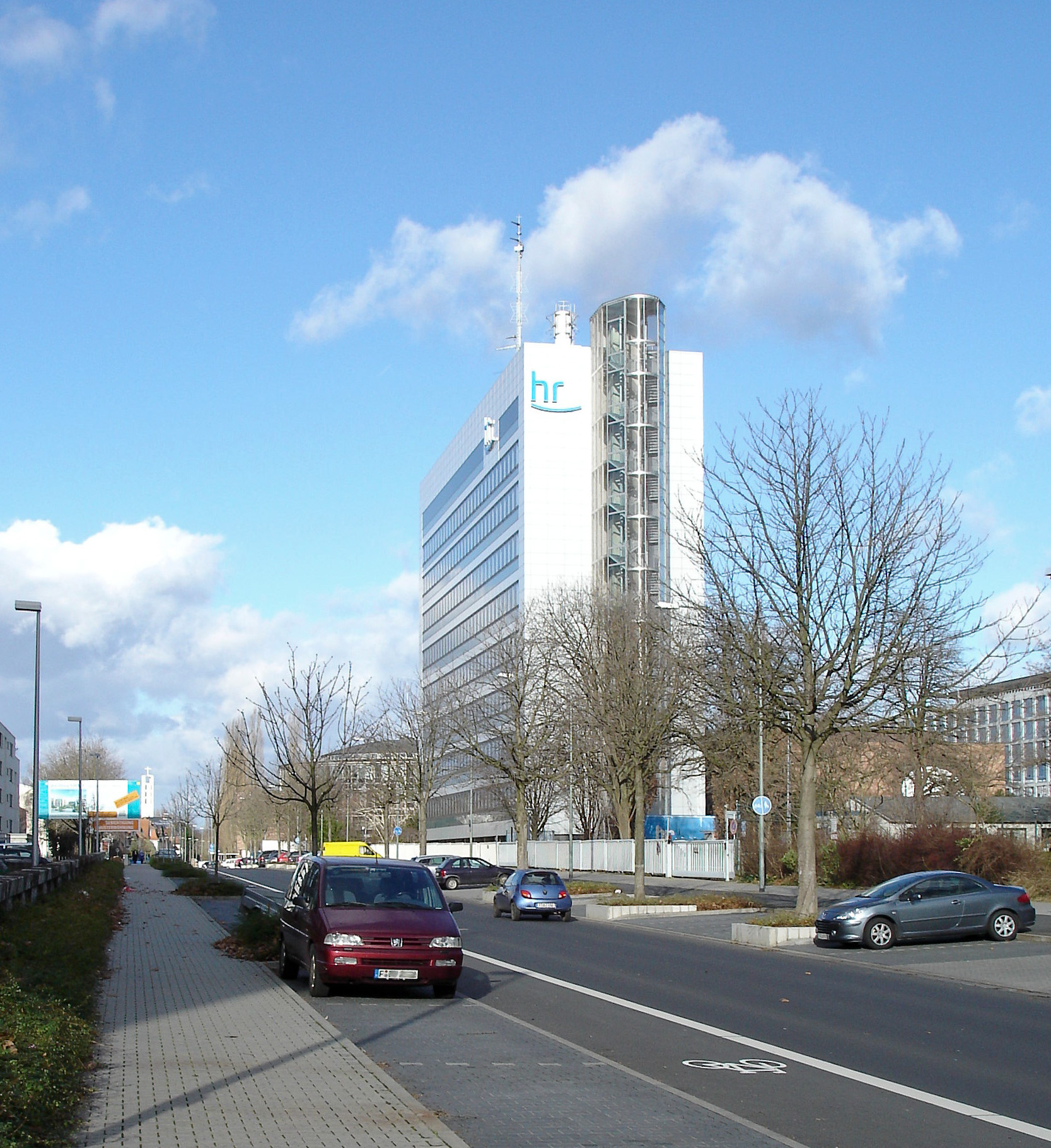
位于法兰克福黑森广播公司大楼

德国电视一台的节目信号由设于法兰克福黑森广播公司大楼的ARD-星点制作，并利用“HYBNET”光纤网络传输给各加盟台播出。
过去，ARD的节目信号（不论直播或是录播）由负责节目制作的加盟台利用传输网转播至其他加盟台。为节省成本，ARD在2004年于ARD-星点增设广播中心，自2005年2月开始，各加盟台播出的德国电视一台节目，均可直接从广播中心的服务器取用。

### 高清电视
德国电视一台于2010年2月12日开播高清频道“Das Erste HD”，初期仅在卫星电视、有线电视平台播出，画质为720p 50Hz。2016年5月起，德国完成DVB-T2转换的地区开始以1080p 50Hz画质传输高清版本的德国电视一台。转换初期，大部分节目仅进行720p上变换处理。
ARD曾在2020年宣布，卫星电视平台的德国电视一台标清版本将于2021年1月停播，不过在2023年，ARD宣布停播标清频道的时间推迟至2025年1月7日。

### 地面数字电视
德国电视一台通过德国各地的10个地面电视频道、157个发射点播出，采用DVB-T2制式，画质为1080p 50Hz。此外也通过DVB-T制式在意大利（南蒂罗尔电视机构）、瑞士（雷蒂亚电视）和丹麦转播。
德国于2003年开始推动地面数字电视转换，从原先的PAL制式转换为DVB-T制式。模拟电视于2013年结束播出。
2016年5月31日，德国开始推动DVB-T2转换，德国电视一台的地面电视信号从原先的标清画质改以1080p播出。

## 节目
德国电视一台为综合性电视频道，包括新闻、时事、影视剧、体育、脱口秀、烹饪、音乐会、纪录片、儿童节目等。

### 新闻和时事节目
德国电视一台的新闻节目由ARD时事负责制作（除《ARD早间杂志》和《ARD午间杂志》外）。频道全天播出多档《今日新闻》，每晚播出新闻分析节目《今日话题》，股市交易日播出财经节目《八点前经济》。每周日播出时政节目《从柏林报道》。当有重大事件发生时，会播出专题节目《ARD焦点》。
此外，工作日早上和中午分别播出《ARD早间杂志》和《ARD午间杂志》，两档节目与德国电视二台隔周交替制作。
电视台也会定期播出时事杂志节目《广角镜》、《国际明镜》、《事实》、《对比》、《监视器》、《美因茨报道》、《慕尼黑报道》、《欧洲杂志》、《加减》，并会不定期播出新闻纪实栏目《ARD故事》。

## 广告
德国电视一台只可在周日及公众假期以外的日期播出商业广告，工作日每天广告总时长不超过20分钟，且在晚上8点后不得播出广告。不过，由于节目赞助商不计入广告时长，晚上8点后的节目往往会以赞助商的形式播出广告。